# Pialassa dei Piomboni, Pineta di Punta Marina
Pialassa dei Piomboni, Pineta di Punta Marina este o arie protejată (arie specială de conservare — SAC, sit de importanță comunitară — SCI, arie de protecție specială avifaunistică — SPA) din Italia întinsă pe o suprafață de 464 ha, din care 13 % marine.

## Localizare
Centrul sitului Pialassa dei Piomboni, Pineta di Punta Marina este situat la coordonatele 44°27′46″N 12°16′37″E / 44.462778°N 12.276944°E.

## Înființare
Situl Pialassa dei Piomboni, Pineta di Punta Marina a fost declarat sit de importanță comunitară în iunie 1995 pentru a proteja 1 specie de plante și 69 de specii de animale. Alte tipuri de protecție:
- arie de protecție specială avifaunistică (în septembrie 2009)[3]
- arie specială de conservare (în decembrie 2019)[2][4][5]

## Biodiversitate
Situată în ecoregiunea continentală, aria protejată conține 12 habitate naturale: Păduri mixte riverane de Quercus robur, Ulmus laevis și Ulmus minor, Fraxinus excelsior sau Fraxinus angustifolia, de-a lungul marilor râuri (Ulmenion minoris), Pășuni mediteraneene udate de apa mării (Juncetalia maritimi), Dune mobile cu vegetație embrionară, Dune împădurite cu Pinus pinea și/sau Pinus pinaster, Terase mlăștinoase și terase nisipoase neacoperite de apă la reflux, Dune cu vegetație ierboasă Malcolmietalia, Dune de coastă fixe cu vegetație erbacee („dune gri”), Păduri de Quercus ilex și Quercus rotundifolia, Tufărișuri halofile mediteraneene și termo-atlantice (Sarcocornetea fruticosi), Lagune de coastă, Dune mobile de-a lungul țărmului cu Ammophila arenaria („dune albe”), Vegetație anuală la limita mareei.
La baza desemnării sitului se află mai multe specii protejate:
- plante (1): Salicornia veneta
- păsări (63): lăcar mare (Acrocephalus arundinaceus), lăcar-de-rogoz (Acrocephalus schoenobaenus), lăcar-de-lac (Acrocephalus scirpaceus), fluierar de munte (Actitis hypoleucos), rață sulițar (Anas acuta), rață pitică (Anas crecca), rață mare (Anas platyrhynchos), lăstunul mare (Apus apus), egretă mare (Ardea alba), stârc cenușiu (Ardea cinerea), rață-cu-cap-castaniu (Aythya ferina), rața moțată (Aythya fuligula), fugaci de țărm (Calidris alpina), fugaci mic (Calidris minuta), bătăuș (Calidris pugnax), prundăraș de sărătură (Charadrius alexandrinus),  prundaș gulerat mic (Charadrius dubius), prundaș gulerat mare (Charadrius hiaticula), erete cenușiu (Circus pygargus), cuc (Cuculus canorus), lăstun de casă (Delichon urbicum), egretă mică (Egretta garzetta), lișiță (Fulica atra), becațină comună (Gallinago gallinago), găinușă de baltă (Gallinula chloropus), scoicar (Haematopus ostralegus), piciorong (Himantopus himantopus), rândunică (Hirundo rustica), Hydrocoloeus minutus, capîntortură (Jynx torquilla), sfrâncioc roșiatic (Lanius collurio), Larus genei, pescăruș-cu-cap-negru (Larus melanocephalus), pescăruș râzător (Larus ridibundus), sitar de mâl (Limosa limosa), privighetoare (Luscinia megarhynchos), becațină mică (Lymnocryptes minimus), rață fluierătoare (Mareca penelope), rață pestriță (Mareca strepera), codobatura galbenă (Motacilla flava), Phalacrocorax aristotelis desmarestii, cormoran mare (Phalacrocorax carbo), Phoenicopterus ruber, corcodel-urechiat (Podiceps auritus), corcodel mare (Podiceps cristatus), corcodel-cu-gât-negru (Podiceps nigricollis), cristei de baltă (Rallus aquaticus), ciocântors (Recurvirostra avosetta), lăstun de mal (Riparia riparia), Spatula clypeata, rață cârâitoare (Spatula querquedula), chiră de baltă (Sterna hirundo), chiră mică (Sternula albifrons), turturică (Streptopelia turtur), corcodel mic (Tachybaptus ruficollis), călifar alb (Tadorna tadorna), fluierar negru (Tringa erythropus), fluierar de mlaștină (Tringa glareola), fluierar cu picioare verzi (Tringa nebularia), fluierarul de zăvoi (Tringa ochropus), fluierar de lac (Tringa stagnatilis), fluierarul cu picioare roșii (Tringa totanus), pupăză (Upupa epops)
- nevertebrate (1): fluturele purpuriu (Lycaena dispar)
- pești (3): Aphanius fasciatus, Knipowitschia panizzae, Pomatoschistus canestrinii
- reptile (2): Caretta caretta, țestoasa de baltă (Emys orbicularis)

Pe lângă speciile protejate, pe teritoriul sitului au mai fost identificate 6 specii de plante, 1 specie de amfibieni, 4 specii de mamifere, 6 specii de nevertebrate, 1 specie de reptile.